# Ivica Dačić
Ivica Dačić (srbsko: Ивица Дачић), srbski politik; * 1. januar 1966, Prizren, danes Kosovo.
Je srbski politik, od leta 2022 na položaju prvega podpredsednika srbske vlade in minister za zunanje zadeve. Funkcijo zunanjega ministra je opravljal že v vladah Mirka Cvetkovića, Aleksandra Vučića in Ane Brnabić. Od leta 2006 je vodja Socialistične stranke Srbije (SPS).
Dačić je leta 1989 diplomiral na Univerzi v Beogradu in se leta 1991 pridružil SPS. Hitro se je povzpel po strankarski lestvici in leta 1992 pod mentorstvom Slobodana Miloševića, predsednika Srbije in SR Jugoslavije, postal njen tiskovni predstavnik. Pod Miloševićem je bil od leta 2000 do 2001 minister za informiranje. Po strmoglavljenju Slobodana Miloševića je Dačić postal član glavnega odbora in leta 2006 vodja stranke. Tako kot njegov predhodnik Milošević velja za pragmatičnega voditelja, ki je pripravljen spremeniti poglede glede na okoliščine in si je prizadeval za reformo stranke. Dačić je SPS leta 2008 popeljal v vlado z Demokratsko stranko (DS), nato pa je postal prvi podpredsednik vlade in minister za notranje zadeve, ki ju je opravljal do leta 2012. Vlada DS–SPS je dosegla status kandidatke za članstvo v EU. Po parlamentarnih volitvah leta 2012 je SPS oblikovala koalicijsko vlado s Srbsko napredno stranko (SNS); za premierja je bil izvoljen Dačić. Vlada SNS–SPS je od Evropske unije zahtevala začetek formalnih pogajanj za pristop Srbije in podpisala Bruseljski sporazum o normalizaciji odnosov med vladama Srbije in Kosova.[a]
Leta 2014 se je vrnil na mesto prvega podpredsednika vlade in postal tudi minister za zunanje zadeve. Dačić je bil po parlamentarnih volitvah leta 2020 izvoljen za predsednika državnega zbora, leta 2022 pa ga je nasledil Vladimir Orlić. Komentatorji so njegova politična stališča označili za nacionalistična.

## Mladost
Dačić se je rodil 1. januarja 1966 v Prizrenu, ki je bil takrat del Socialistične republike Srbije v okviru Jugoslavije. Rodil se je v srbski družini in odraščal v Žitorađi. Njegov oče Desimir je bil policist, mati Jelisaveta (»Jela«) pa gospodinja. Oba njegova starša sta bila rojena v vaseh pod Jastrebcem. Ko je bil Ivica star šest mesecev, se je družina preselila v Žitorađo. Ima sestro Emico. Pri petih letih so ga časopisi objavili v članku Enciklopedija u kratkim pantalonama (Enciklopedija v kratkih hlačah), saj se je sam naučil brati in pisati, poznal je imena številnih gora, rek in prestolnic, skoraj vseh znanih nogometašev in rezultate tekem.
Njegov vzdevek iz otroštva je bil Bucko, sošolci v srednji šoli v Žitorađi pa so ga opisali kot zelo inteligentnega za svoja leta – menda je s svojim znanjem in duhovitostjo znal pogosto presenetiti svoje učitelje. Igral je rokomet in nogomet ter bil na šoli zelo družaben. Na državnem tekmovanju iz zgodovine Tito, revolucija, mir, ki je potekalo v vseh republikah, je Dačić zmagal proti 600 drugimi. Družino so opisovali kot skromno in revnejšo. Ker so živeli od ene plače, sta starša za šolanje svojih dveh otrok nabirala gobe in šipek. Starša sta leta 2010 prodala hišo v Žitorađi in se preselila v Prokuplje.
Gimnazijo je Ivica Dačić obiskoval v Nišu, kjer je bil odličen z najvišjimi ocenami (5), leta 1989 pa je diplomiral iz novinarstva na Fakulteti za politične vede Univerze v Beogradu z najvišjo srednjo oceno 10 in prejel tudi nagrado za najboljšega študenta znanstvenih dosežkov. Njegova sestra Emica je diplomirana pedagoginja in dramatičarka. Bil je član fakultetne organizacije Zveze komunistov, leta 1990 pa je bil izvoljen za prvega predsednika Mladih socialistov Beograda.

## Politična kariera
V začetku devetdesetih let prejšnjega stoletja je bil urednik glasila Socialistične partije Srbije (SPS) "Epoha". Član SPS je postal sredi leta 1991. Med volitvami 1992 in 1993 je bil vodja Informativno-propagandnega štaba SPS, nato pa minister Državljanskega sveta v prvi skupščini Jugoslavije in član Izvršnega odbora Glavnega odbora (IO GO) ter podpredsednik Sveta za informiranje in propagando SPS. Za člana IO GO je bil imenovan na drugem kongresu SPS 26. oktobra 1992 z največ glasovi.
Sredi 90. let prejšnjega stoletja je Miloševićeva žena Mirjana Marković Dačića premestila na funkcijo v predmestju Beograda, da bi zajezila njegove naraščajoče ambicije. Dačić je bil ponovno imenovan za člana IO GO na naslednjem kongresu leta 1996, ko je prišlo do velikih kadrovskih sprememb v vodstvu stranke; od 27 članov IO GO, izvoljenih leta 1992, jih je ostalo le 5, vključno z Dačićem. Tiskovni predstavnik SPS je bil osem let, med letoma 1992 in 2000. Leta 1996 je bil Dačić minister v Državljanskem svetu skupščine Jugoslavije in predsednik odbora za javno informiranje, leta 1997 pa je bil član odbora za zunanje odnose. Aprila 1999 ga je zvezna vlada imenovala za člana uprave Tanjuga, v začetku maja pa za predsednika Zveznega sveta javnega zavoda RTV Jugoslavije.

### Predsednik Glavnega odbora SPS in volitve 2004
Za predsednika beograjskih socialistov je bil izvoljen 10. februarja 2000 in ponovno 5. decembra 2000 na volilni konferenci Mestnega odbora SPS.  Po revoluciji buldožerjev 5. oktobra 2000 je srbska policija Miloševića aretirala 31. marca 2001 ter ga premestila v Haag, kjer mu je sodilo Mednarodno sodišče za vojne zločine na območju nekdanje Jugoslavije.
Dačić je bil v prehodni vladi od oktobra 2000 do januarja 2001 ob Biserki Matić (DOS) in Bogoljubu Pejčiću (SPO) sominister za informiranje. 24. septembra 2000 je bil izvoljen za ministra Državljanskega sveta skupščine Jugoslavije, nato pa za člana odbora za varnost in zunanjo politiko v obeh zveznih skupščinah. Dačić je stranko reformiral tako, da je sestavil ekipo mladih zmernih strank, obdržal pa je nekaj nekdanjih osebnosti, da bi zadovoljil ostarele bivše komuniste.
Dačić je bil predsednik Glavnega odbora SPS, od leta 2000 do 2003 podpredsednik SPS ter zvezni poslanec v Državljanskem domu Zvezne skupščine ZRJ in Skupščine državne skupnosti Srbije in Črne gore od leta 1992 do 2004. Na šestem kongresu SPS 18. januarja 2003 je bil izvoljen za predsednika Glavnega odbora SPS. Od leta 2003 je bil poslanec in vodja poslanske skupine SPS. 
Bil je predsedniški kandidat stranke na volitvah leta 2004 in zasedel peto mesto s 125.952 glasovi (4,04 %).

### Vodstvo stranke
Za predsednika Socialistične stranke je bil izvoljen na sedmem kongresu 4. decembra 2006, ko je v drugem krogu zmagal proti kandidatu Miloradu Vučeliću s 1287 proti 792 glasi delegatov. Leta 2007 je bil predsednik odbora DZ za varnost. Vlada je 7. julija 2008 Dačića imenovala za prvega podpredsednika vlade in ministra za policijo. Postal je član Parlamentarne skupščine Sveta Evrope (PACE).
Leta 2008 so bili socialisti del volilne koalicije Za evropsko Srbijo, ki jo je vodil Boris Tadić. V njej so bili demokrati glavna stranka, ki je pomagala odstaviti Miloševića. Dačić je podprl evropske ambicije Srbije.
Avgusta 2010 so bili Dačić in njegova družina po grožnjah srbske mafije pod policijskim varovanjem. Leta 2012 je srbska Varnostno-obveščevalna agencija prejela informacijo, da je narkošef Darko Šarić ponudil 10 milijonov evrov za atentat na Tadića in Dačića.

### Predsednik vlade
Socialistična stranka je vstopila v koalicijo s Stranko združenih upokojencev Srbije (PUPS) in Enotno Srbijo. Na parlamentarnih volitvah leta 2012 je bila koalicija socialistične stranke tretja s 14,53 odstotka prejetih glasov, s tem je dobila 44 poslancev; Srbska napredna stranka (SNS), ki jo je vodil Tomislav Nikolić, je na parlamentarnih in predsedniških volitvah leta 2012 premagala Tadićevo Demokratsko stranko. O rezultatih je Dačić dejal, da so vstali iz pepela, potem ko je stranka podvojila svoj rezultat s prejšnjih volitev. Socialistična stranka je po tednih pogajanj zapustila zavezništvo z demokrati in se pridružila Srbski napredni stranki. Nikolić je mesto predsednika vlade ponudil Dačiću in mu 28. junija 2012 podelil mandat za sestavo nove srbske vlade. Dačić je funkcijo prevzel 27. julija. Na sprejemu je dejal: "V tej dvorani je veliko tistih, ki so nas leta 2000 rušili, in zahvaljujem se jim, ker če nas ne bi rušili, se ne bi spremenili, spoznali svojih napak in ne bi stali tukaj. danes."
V vladi sta bili SPS in SNS ter več manjših strank, ki jih je vodil Nikolić, nekdanji nacionalist. Volitve so sprožile nekaj nelagodja, saj so na oblast prinesle nekaj Miloševićevih zaveznikov. Dačić si je prizadeval za preoblikovanje stranke in jo usmeriti na proevropsko pot ter opustiti Miloševićevo nacionalistično politiko. Stagniranje gospodarstva je privedlo do tega, da je Dačić do konca avgusta sestavil svet za oživitev gospodarstva. Srbski parlament je za novo guvernerko centralne banke izvolil Jorgovanko Tabaković (SNS).

## Politike
Ko je postal predsednik vlade, se je soočil z izzivi propadajočega gospodarstva in vstopa Srbije v Evropsko unijo. V govoru v parlamentu je dejal, da sta brezposelnost in okrevanje gospodarstva glavni prioriteti države.

### Odnosi s tujino
Dejal je, da bo Srbija "sodelovala z vsemi državami sveta, se zavzemala za varnost, stabilnost in dobre odnose na Zahodnem Balkanu ter iztegovala roko k spravi".

#### Članstvo v EU
Srbija je pod Tadićevo vlado prejela status kandidatke za članstvo v Evropski uniji, Dačić pa je dejal, da bo nova vlada uresničila vse, kar je prejšnja sprejela v pogajanjih z EU. Podporniki Dačića trdijo, da je njegova proevropska naravnanost razvidna iz predaje Radovana Karadžića in Ratka Mladića v času njegovega mandata notranjega ministra ter njegove vloge pri brezvizumskem potovanju za Srbe v EU. Potem ko je Evropski svet 28. junija 2013 potrdil, da se lahko začnejo formalna pogajanja za vstop Srbije v EU, je Dačić napovedal, da bo srbska vlada ostala v neprekinjenih sejah z namenom čim hitrejšega zaključka pogovorov. Poudaril je, da je usklajevanje z evropsko zakonodajo sestavni del vladnega načrta za spodbujanje investicij in zaposlovanja.

### Status Kosova
17. februarja 2008 je skupščina Kosova razglasila neodvisnost. To je bila druga razglasitev neodvisnosti kosovskih političnih institucij z albansko večino, prva je bila razglašena 7. septembra 1990. Vlada Srbije je oporekala zakonitosti deklaracije in sploh, ali je šlo za akt skupščine. Srbija je zahtevala mednarodno potrditev in podporo za svoje stališče, oktobra 2008 pa je Srbija Meddržavno sodišče zaprosila za svetovalno mnenje o zadevi. Sodišče je ugotovilo, da je bila razglasitev neodvisnosti zakonita.
Dačić je leta 2006, ko je bil izvoljen za vodjo stranke, dejal, da se brez težav bori za Kosovo, kot je to počel že prej. Čeprav priznanje Kosova s strani Srbije morda ni pogoj za vstop Srbije v EU,  EU nasprotuje kakršni koli delitvi Kosova na etnične entitete. Maja 2011 je dejal, da bi bila delitev Kosova "edina realna rešitev".
25. julija 2011 se je začela kriza na severu Kosova, saj je kosovska policija prestopila občine na severu Kosova, ki so pod nadzorom Srbov, da bi nadzorovala več mejnih prehodov brez posvetovanja s Srbijo ali KFOR/EULEX. Čeprav so se napetosti med stranema po posredovanju Natovih sil KFOR nekoliko umirile, so še naprej visoke zaradi zaskrbljenosti EU, ki je za enostransko provokacijo okrivila tudi Kosovo.
Dačić je 24. novembra 2011 dejal, da incident Republike Kosovo s Srbi na severu Kosova razume kot napad na Srbijo. BBC je poročal, da "nacionalistična" nagnjenost Dačića, rojenega na Kosovu, sproža špekulacije o politiki do kosovskega vprašanja, kar bi lahko vplivalo na prošnjo Srbije za članstvo v EU.
Dačićevo stališče se je od takrat dramatično spremenilo; februarja 2013 se je v Bruslju srečal s Hashimom Thaçijem, predsednikom kosovske vlade, na najpomembnejšem v nizu pogovorov. 19. aprila 2013 sta Dačić in njegova vlada naredila še en korak k normalizaciji odnosov med Kosovom in Srbijo. Marca 2013 je Dačić dejal, da čeprav njegova vlada nikoli ne bo priznala neodvisnosti Kosova, so bile "izrečene laži, da je Kosovo naše" in da mora Srbija določiti svoje "prave meje".

### Gospodarstvo
V času koalicije z Demokratsko stranko je Srbijagas, plinski monopolist pod nadzorom socialistov, vstopil v partnerstvo z ruskim naftnim velikanom Gazpromom. Dačić je srbski finančni sektor 12. julija označil za "največjega sovražnika ljudstva". Zaradi stagnacije gospodarstva je Dačić sestavil Svet za oživitev gospodarstva. Dejana Šoškića je 6. avgusta 2012 na mestu guvernerja Narodne banke Srbije zamenjala Jorgovanka Tabaković.

## Varovanec Slobodana Miloševića
Ker je bil odmeven tiskovni predstavnik Slobodana Miloševića, se ga je po mentorju prijel vzdevek "mali Sloba". Dačić je dejal, da je socialistična stranka, ki jo je nasledil od Miloševića, delala napake, a še vedno spoštuje Miloševića. O svoji zgodovini z Miloševićem je dejal: "Preteklost me ne zanima, ker je ne morem spremeniti, lahko pa naredimo nekaj, da spremenimo prihodnost naše države."
EU je Dačića že prej uvrstila med osebe iz Miloševićevega kroga, ki jim je prepovedan vstop v EU. 

## Osebno življenje
Dačićeva žena je Sanja Djaković Dačić. Ima dva otroka, sina Luko in hčerko Andreo. Dačić je bil licencirani radioamater in nekdanji predsednik srbskega športnega društva KK Partizan. Bil je tudi podpredsednik Olimpijskega komiteja ZR Jugoslavije. Za predsednika RK Partizan je bil imenovan 23. junija 2007. Njegov oče Desimir je umrl 30. januarja 2018.